# 双雄记
《双雄记》（Les Compagnons de Jéhu，又译《耶户一帮子》、《杀手与侠盗》），是大仲马的一部历史小说，出版于1857年。
小说的背景是关于拿破仑·波拿巴时期保皇党的阴谋。
1966年电视剧《双雄记》系根据小说改编。